# 百年恋歌
『百年恋歌』（ひゃくねんこいうた、原題：最好的時光、英題：Three Times）は、2005年に制作された台湾映画である。1966年、1911年、2005年を舞台に、3組の男女の恋愛をスー・チーとチャン・チェンがそれぞれ演じるオムニバス映画。第2部はサイレント形式である。

## ストーリー
第1部「恋愛の夢」1966年、高雄のビリヤード場にやってきた兵役を控えた青年が、そこで働く秀美（シュウビー）という少女に出会い、恋に落ちる……。
第2部「自由の夢」1911年、遊郭に通う革命運動家のチャンと馴染みの芸妓は深い仲になっていたが、チャンは彼女を妾とすることを拒む……。
第3部「青春の夢」2005年、歌手のジンとカメラマンのチェンは出会った瞬間から激しく惹かれあうが、2人にはそれぞれ恋人がいた……。

## キャスト
- スー・チー（舒淇）：シウメイ（第1部）／芸妓（第2部）／ジン（第3部）
- チャン・チェン（張震）：青年（第1部）／チャン（第2部）／チェン（第3部）
- メイ・ファン（梅芳）：老女将（第2部）
- ディ・メイ（狄玫）：シウメイの母（第1部）／女将（第2部）
- リャオ・シュウチェン（廖淑珍）：ビリヤード場の女主人（第1部）／ジンの母（第3部）
- チェン・シーシャン（陳詩姍）：春子（第1部）／妹芸妓（第2部）／ブルー（第3部）
- リー・ペイシュアン（李佩軒）：ビリヤード場の女の子（第1部）／ミッキー（第3部）

## スタッフ
- 監督：ホウ・シャオシェン（侯孝賢）
- 製作：リャオ・チンソン（廖慶松）、ホワン・ウェンイン（黄文英）
- 脚本：チュー・ティエンウェン（朱天文）
- 撮影：リー・ピンビン（李屏賓）
- 美術：ホワン・ウェンイン（黄文英）